# Pachypodium baronii
Pachypodium baronii Costantin & Bois, 1907 è una pianta della famiglia delle Apocinacee, endemica del Madagascar.

## Distribuzione e habitat
Questa specie è un endemismo del Madagascar settentrionale (province di Antsiranana e Mahajanga).
Crese ad altitudini comprese tra 300 m e 1.200 m s.l.m.

## Conservazione
La Lista rossa IUCN classifica Pachypodium baronii come specie in pericolo di estinzione (Endangered).